# Ghinghești, Galați
Ghinghești este un sat în comuna Drăgușeni din județul Galați, Moldova, România.
 Acest articol despre o localitate din județul Galați este deocamdată un ciot. Puteți ajuta Wikipedia prin completarea lui.